# 多古駅
多古駅（たこえき）は、千葉県香取郡多古町多古にあった成田鉄道多古線の駅（廃駅）である。

## 解説
当初千葉県営鉄道として軌間600 mmの路線で開通した際は多古町の市街地の中心部に駅が設置されたが、後の八日市場延伸および軌間1067 mmへの改軌に際して従来の駅より南側へ移転した。なお、改軌時の経路変更を巡って事態が紛糾し、八日市場延伸から改軌までの数年間、従来の多古駅とは別に1067 mm軌道上（移転後の多古駅の位置）に多古仮駅が存在する事態になっていたという。

## 歴史
- 1911年（明治44年）10月5日：千葉県営鉄道多古線 三里塚 - 多古間延伸開業時に駅開業。
- 1926年（大正15年）12月5日[2]：千葉県営鉄道多古線 多古 - 八日市場間延伸開業。従来の多古駅の南側に多古仮駅設置。
- 1927年（昭和2年）
  - 4月1日：多古線が成田電気軌道に譲渡、同社の駅となる。
  - 5月13日：成田電気軌道が成田鉄道に改称。
- 1928年（昭和3年）9月25日：多古線 千代田 - 多古間の改軌・路線変更に合わせて多古仮駅を廃止、多古駅を多古仮駅の位置に移転。
- 1944年（昭和19年）1月11日：多古線の休止に伴い駅休止。
- 1946年（昭和21年）10月9日：多古線の廃線に伴い廃駅。

## 周辺（現在）
初代多古駅周辺
- 多古町役場
- 多古町公民館

2代目多古駅周辺
- 国道296号
- JAかとり多古支店

## 隣の駅
成田鉄道
多古線
染井駅 - 多古駅 - 下総吉田駅

## 参考書籍
- 今尾恵介監修 『日本鉄道旅行地図帳3号 関東1』（新潮社 2008年、 ISBN 978-4-10-790021-0）